# Pachycara andersoni
Pachycara andersoni es una especie de pez de la familia de los Zoarcidae en el orden de los perciformes.

## Morfología
- Los machos pueden llegar a alcanzar los 23,5 cm de longitud total y las hembras 25.
- Número de vértebras: 98-102.[1]

## Hábitat
Es un pez de mar y de aguas profundas.

## Distribución geográfica
Se encuentra en el mar Arábigo. 

## Observaciones
Es inofensivo para los humanos. 